# La Glu (film 1907)
La Glu ("La colla") è un cortometraggio muto del 1907 diretto da Alice Guy.
Il film sviluppa il tema del ragazzino dispettoso, tipico di molti cortometraggi dell'epoca, secondo il filone inaugurato da L'innaffiatore innaffiato di Auguste e Louis Lumière (1895). Non si conosce il nome dell'attore bambino protagonista.

## Trama
Avendo trovato della colla in un secchio, un ragazzino procede immediatamente a applicarla a tutto ciò che gli capita a vista: una scala, una panchina, il sedile di una bicicletta... I poveri malcapitati vi rimangono incollati. Il ragazzino se la ride di gusto ma nel dare pieno sfogo al suo divertimento, inciampa e ricade seduto sul secchio, rimandovi a sua volta incollato.

## Produzione
Il film fu prodotto dalla Société des Etablissements L. Gaumont. Venne girato in Francia.

## Distribuzione
Distribuito dalla Société des Etablissements L. Gaumont, uscì nelle sale cinematografiche francesi nel 1907. Fu distribuito negli Stati Uniti nel novembre 1907 dalla Kleine Optical Company.